# Italiens president
Italiens president (italienska: Presidente della Repubblica: Republikens president) är landets statschef sedan 1948. 
Presidenten har huvudsakligen representativa och ceremoniella uppgifter. Presidenten väljs på sju år av italienska parlamentet i förenad session med ett litet antal regionala delegater. Presidentämbetet inrättades som en följd av att monarkin avskaffades efter en folkomröstning 1946.
Sergio Mattarella är Italiens president sedan den 3 februari 2015.

## Roll och funktion
Presidenten utser Italiens premiärminister. Premiärministern nominerar de andra ministrarna, vilka formellt utnämns av presidenten. Regeringen måste ha stöd av parlamentets bägge kamrar, senaten och deputeradekammaren, för sin politik.

## Valbarhet
Republikens grundlagsfäder föreställde sig att innehavaren av ämbetet som Republikens president skulle vara en erfaren statsman. Konstitutionens artikel 48 föreskriver därför att innehavaren måste vara italiensk medborgare över 50 år vid tidpunkten för valet. Vidare så får presidenten inte samtidigt inneha något annat offentligt ämbete.
Konstitutionen föreskriver inte någon begränsning i antalet mandatperioder någon kan tjänstgöra som Italiens president, men fram till 2013 hade ingen ställt upp för omval.

### Presidenter

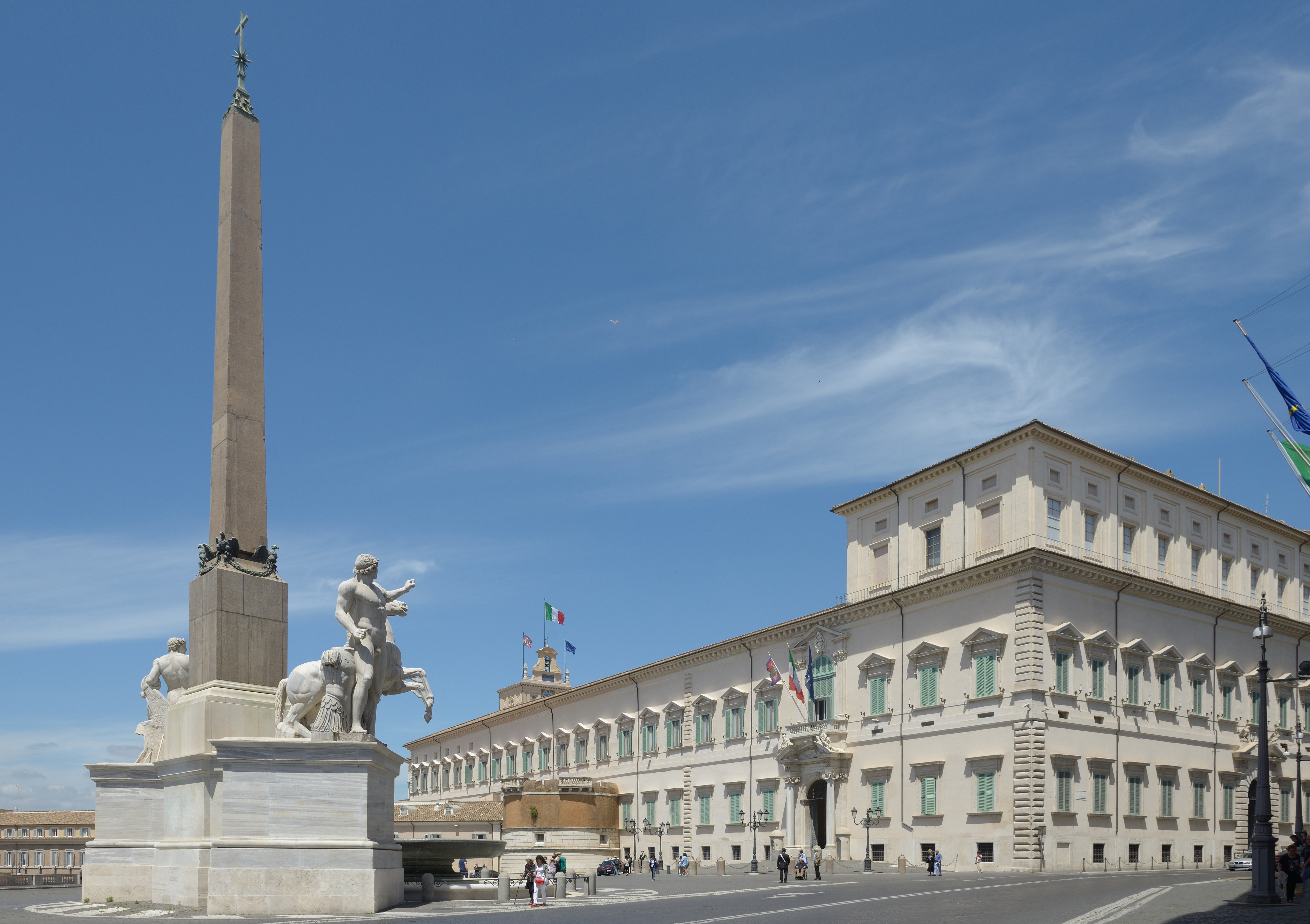
Palazzo del Quirinale – presidentpalatset

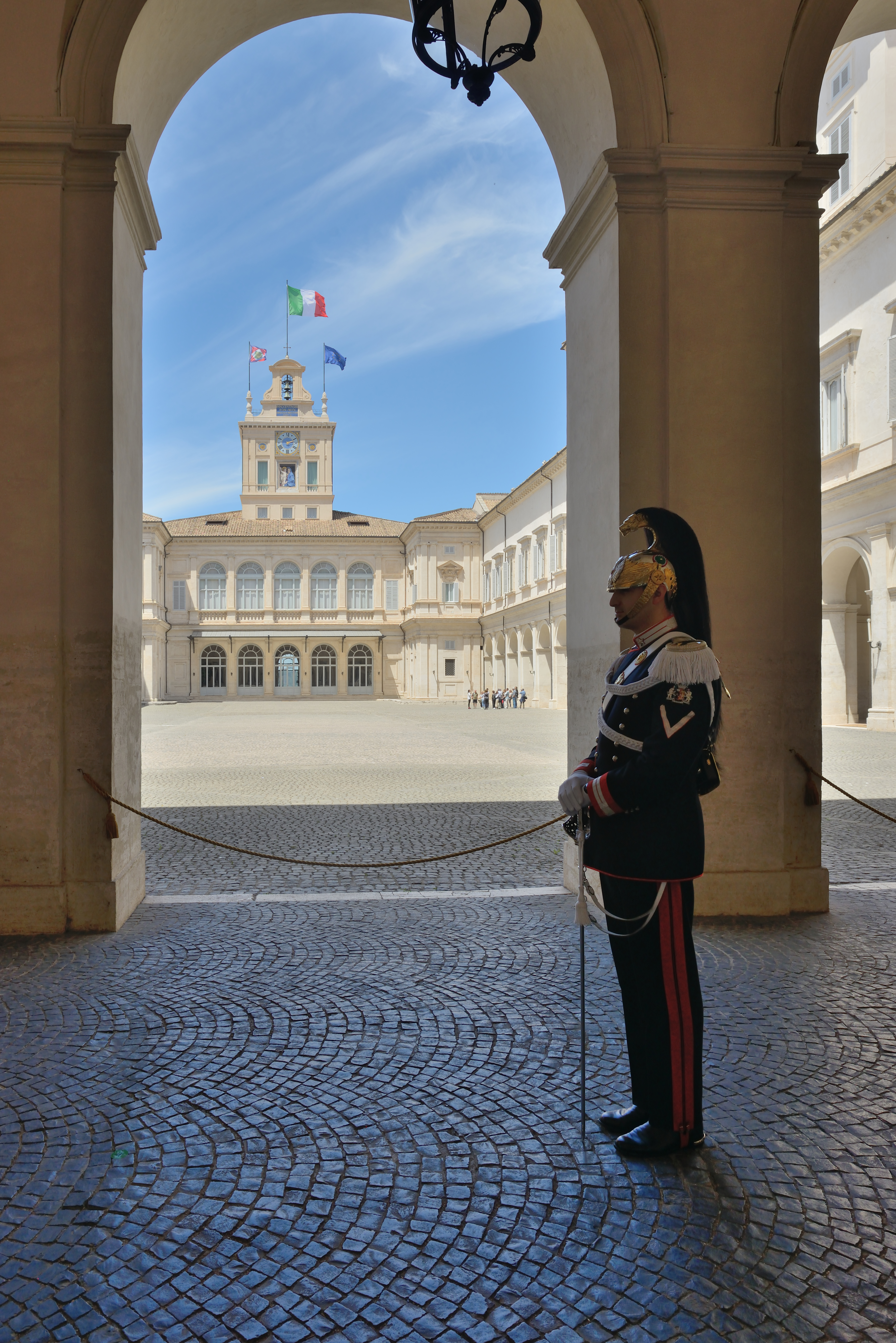
Corazzieri är ett elitförband inom Carabinieri som ansvarar från presidentens säkerhet.

| Nr  | Bild | Namn                 | Tillträdde       | Avgick           | Parti    |
| --- | ---- | -------------------- | ---------------- | ---------------- | -------- |
| 1.  |      | Enrico De Nicola     | 29 juni 1946     | 11 maj 1948      | PLI      |
| 2.  |      | Luigi Einaudi        | 11 maj 1948      | 11 maj 1955      | PLI      |
| 3.  |      | Giovanni Gronchi     | 11 maj 1955      | 11 maj 1962      | DC       |
| 4.  |      | Antonio Segni        | 11 maj 1962      | 6 december 1964  | DC       |
| 5.  |      | Giuseppe Saragat     | 28 december 1964 | 24 december 1971 | PSDI     |
| 6.  |      | Giovanni Leone       | 24 december 1971 | 15 juni 1978     | DC       |
| 7.  |      | Alessandro Pertini   | 8 juli 1978      | 23 juni 1985     | PSI      |
| 8.  |      | Francesco Cossiga    | 23 juni 1985     | 28 april 1992    | DC       |
| 9.  |      | Oscar Luigi Scalfaro | 25 maj 1992      | 15 maj 1999      | DC       |
| 10. |      | Carlo Azeglio Ciampi | 18 maj 1999      | 15 maj 2006      | partilös |
| 11. |      | Giorgio Napolitano   | 15 maj 2006      | 14 januari 2015  | DS/PD    |
| 12. |      | Sergio Mattarella    | 3 februari 2015  | Sittande         | partilös |